# Черен синигер
Черният синигер (Periparus ater) е птица от семейство Синигерови (Paridae). Среща се и в България.

## Физически характеристики
Черният синигер е доста по-дребен от големия синигер (Parus major). Дълъг е заедно с опашката към 11 cm. и тежи 10 грама; заедно с кралчето и орехчето се нарежда сред най-дребните български птици. Разпознава се по саждено-черното шапче на главата, белите бузи и най-вече характерното бяло петно на тила. В действителност светлото тилово петно служи за зрителна връзка между синигерите в тъмните иглолистни гори. Видовото име ater на латински означава „черен“, а в България е известен и под името „боров синигер“.

## Разпространение
Черният синигер обитава предимно иглолистни гори от бор, смърч и елха, където е фонов вид. Разпространен е в почти цяла Европа, Сибир, Далечния изток до Корея, Хималаите, Мала Азия и Северна Африка. В България го има по всички планини с иглолистни масиви.

## Начин на живот и хранене
Черният синигер е в непрекъснато движение по иглолистните клонки: ходи по тях и подхвръква в търсене на насекоми и други дребни безгръбначни, някои от които – паразити по дърветата, така че той играе своята роля в „поддържането“ на горите. Освен с безгръбначни сериозен процент от храната му включват семената на различни видове горски дървета. Поради навика си да се придържа високо в дървесните корони не е съвсем лесен за наблюдение, но е гласовит и може да се установи като присъствие по обажданията си, а в брачния период – и по песента.
През есента и зимата извършва вертикална миграция – спуска се на по-ниско в търсене на храна, както правят и много други видове птици: например синигерите (Parus), кралчетата (Regulus) и горските зидарки (Sitta).

## Размножаване
Двойките се връщат от скитането през зимата в гнездовия си район през месец март. Правят гнездото си невисоко в естествени дупки на стари дървета, както и такива издълбани от други животни: кълвачи, катерици и др. За един сезон двойката може да отгледа и повече от едно люпила, обикновено не повече от две. В края на април – началото на май женската снася 8 – 11 яйца. Женската мъти около 14 дена. През това време я храни мъжкият, който ѝ носи храна по 2 – 3 пъти на всеки час. След излюпването на пиленцата майката също се включва в изхранването на малките – носят храна на жълтите човки по 300 пъти на ден! В гнездото малките прекарват 20-ина дни. След излитането семейството се движи заедно още 2 седмици. През това време родителите продължават в движение да подхранват летящите пиленца и да ги учат как да си търсят храна.
След като малките синигери станат самостоятелни, двойката пристъпва към отглеждане на второто поколение.

## Допълнителни сведения
На български се казва „черен синигер“ заради чисто черното като въглен шапче. Поради същата причина на английски е Coal Tit, букв. „синигер с цвят на въглища“, на немски е Tannen-Meise, „елхов синигер“, а на руски е „московка“, видоизменено от „масковка“ – „птичка с маска“.
Най-много черни синигери авторът на горното описание е наблюдавал в обширния смърчов масив между хижите „Добрила“ и „Незабравка“ в Сопотския дял на Средна Стара планина.